# Bullshit TV
Bullshit TV (früher BullshitTehVau) ist ein deutschsprachiges Comedy-Duo und ehemaliges -Trio, das seit 2010 Videos auf dem gleichnamigen YouTube-Kanal veröffentlicht. Es besteht aus den Brüdern C-Bas oder Ceebas (Jan Sebastian Meichsner; * 9. Februar 1986) und Phil (Philipp Alexander Meichsner; * 18. Juli 1990), von 2010 bis 2021 war zudem Chris (Christos Manazidis; * 2. Oktober 1986) Teil des Kanals.

## Geschichte
C-Bas und Chris lernten sich bereits während ihrer Schulzeit kennen; beide stammen aus Hattingen. C-Bas studierte Diplom-Ökonomie, Chris und Phil sind Grafiker.
Ihr erstes Video lud Bullshit TV am 9. März 2010 hoch, in dem C-Bas als „Herr Schleimorial“ den Stil des zu dieser Zeit populären YouTubers Sami Slimani parodiert. Die Erweiterung des Teams um Chris führte im Herbst 2011 zeitgleich zur Verbreiterung des Themenspektrums von YouTuber-Parodien um weitere Comedy-Formate und Musikparodien. 2014 gewannen Bullshit TV den Zuschauerpreis des „Y-Titty Takeover Battle“. Sie übernahmen in der Zeit vom 3. bis 9. Januar 2014 die drei Kanäle von Y-Titty, die damals mitunter den reichweitenstärksten deutschsprachigen Kanal unterhielten. Als Video auf deren Hauptkanal veröffentlichte Bullshit TV am 3. Januar 2014 das Video Eltern, die jeder kennt, das über 2,3 Millionen Mal angeklickt wurde. Bei den Videodays 2014 traten sie vor über 15.000 Zuschauern in der Lanxess Arena in Köln auf.
Zwischen dem 6. März und 24. September 2014 waren Bullshit TV die Hosts in dem von Mediakraft gestarteten Wissenschafts-Kanal Urknall. Für den Kanal war eigens eine Raumschiff-Kulisse des sogenannten „Starship Observers“ angefertigt worden. Während die Idee und die Umsetzung sowie die Videotechnik des neuen Formates gelobt wurden, wurde die Diskrepanz zwischen dem Stil des Hauptkanals und der relativ trockenen Darstellung des neuen Formats kritisiert. Anfang 2015 war der YouTuber Jokah Tululu regelmäßig in ihren Videos vertreten. Ein weiterer häufiger Gast in den Videos ist nach wie vor Peter Meichsner (genannt: Die Krette), der Vater von Phillip und Sebastian Meichsner.
Mit Beginn der Champions-League-Saison 2015 engagierte der Bezahlsender Sky C-Bas als Social-Media-Kommentator. Live-Auftritte im Studio wurden durch für die Champions League produzierte Clips ergänzt. Die direkte Integration von Social Media durch die Co-Moderation eines in der jungen Zielgruppe populären YouTube-Stars wurde von den beteiligten Unternehmen Sky und Mediakraft als TV-Innovation bezeichnet.

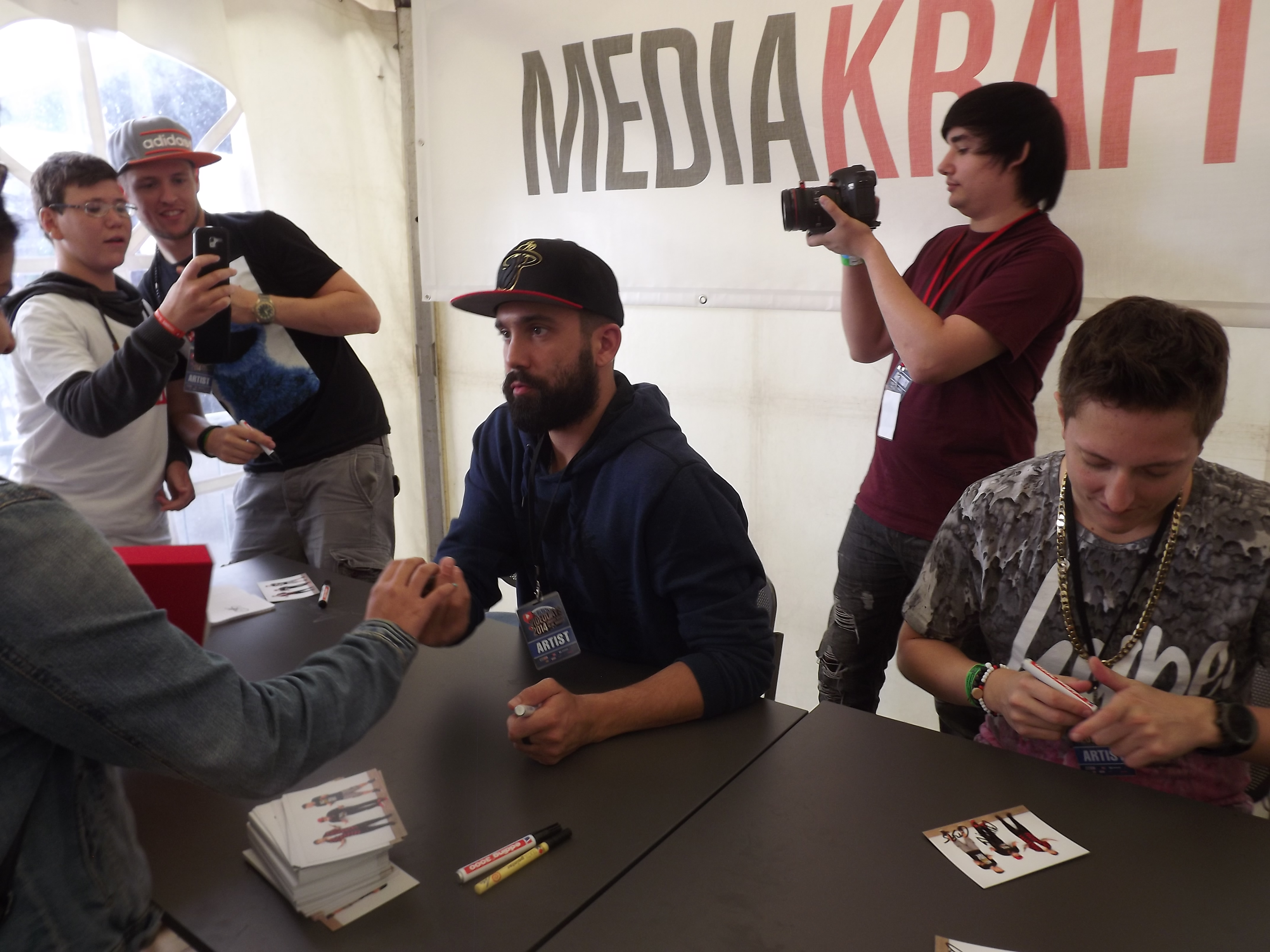
Bullshit TV auf den Videodays 2014

Im Sommer 2016 kündigten sie eine eigene Radio-Sendung auf 1Live an. Die Show unter dem Titel 1LIVE Bullshit Radio wird seit dem 14. Juli 2016 Donnerstags um 19 Uhr einmal in Monat ausgestrahlt und ist damit die erste regelmäßige Radioshow unter Beteiligung deutscher YouTuber.
Anfang August 2021 wurde bekanntgegeben, dass Chris zukünftig kein Teil von Bullshit TV mehr sein werde. Seit 2021 ist der Kanal inhaltlich vor allem auf Reaktionsvideos auf bekannte deutsche Trash-TV-Formate spezialisiert; so z. B. Das Sommerhaus der Stars, Are You the One? oder Temptation Island.
2023 starteten Phil und C-Bas ihren Podcast Eistee Pistazie, der bis Ende Juni 2024 über 1.000.000. Hörer auf Spotify erreichte.

## Kanäle
Bullshit TV führt insgesamt drei Kanäle auf YouTube. Die Kanäle sind Teil des Netzwerkes We Are Era.

### Hauptkanal
Auf dem Hauptkanal Bullshit TV veröffentlichte das damalige Trio in der Regel wöchentlich jeden Mittwoch, der als „Shitwoch“ bezeichnet wurde, sowie jeden Sonntag, ein Video. Das erste Video veröffentlichten sie am 9. März 2010. Zwischen 2014 und 2019 beschäftigte sich der Kanal hauptsächlich mit Inhalten verschiedener Kategorien; so etwa Streetcomedy, Pranks, Parodien, Rap-Battles, Sketche und Musik.
Im Frühjahr 2015 überschritt der Kanal die Marke von 1 Million Abonnenten.
Mit der Zeit etablierten sich jedoch auch andere Formate, wie etwa Flirt-Fails oder Kleinanzeigen Fails, in denen Phil, C-Bas und Chris sich lustige Chatverläufe der titelgebenden Plattformen vorlasen.

### Weitere Kanäle
Neben dem Hauptkanal führte Phil kurzzeitig noch einen eigenen Kanal namens philbstv, auf dem er Let’s Plays hochlud.
C-Bas führt den gleichnamigen Kanal C-BAS, auf dem sich alles um das Thema Basketball dreht.
Seit 2021 führen C-Bas und Phil zusätzlich den Kanal Phil & C-Bas, auf dem sie täglich Reaktionsvideos auf verschiedene Formate, Videos oder Storys hochladen.

## Formate
Die Videos haben unterschiedliche inhaltliche Schwerpunkte oder Formate. Zu den bekanntesten Formaten zählen unter anderem „Personen, die jeder kennt“, in dem Stereotypen satirisch aufgearbeitet werden, und „WG Wars“, in dem die drei versuchten, sich gegenseitig mit teils sehr aufwendigen Scherzen („Pranks“) reinzulegen. Letzteres wurde durch „Office Wars“ ersetzt, in dem dasselbe Prinzip in ihrem neuen Studio fortgeführt wird.

## Auszeichnungen
Im Jahr 2012 gewannen Bullshit TV bei einem europaweiten YouTube-Wettbewerb um ein neues Format für den eigenen Kanal zu entwickeln. Die Preise für den ersten Platz waren 3000 €, eine Videoausrüstung im Wert von 4000 € und eine Reise ins YouTube-Creator-Space-Produktionsstudio nach London.
Am 24. Mai 2014 gewannen sie in der Kategorie „LOL“ den Webvideopreis 2014.
Im Jahr 2015 waren sie neben Joyce Ilg für die 1Live Krone in der Kategorie Bestes Video nominiert.